# Boesenbergia apiculata
Boesenbergia apiculata är en enhjärtbladig växtart som först beskrevs av Theodoric Valeton, och fick sitt nu gällande namn av Ludwig Eduard Loesener. Boesenbergia apiculata ingår i släktet Boesenbergia och familjen Zingiberaceae. Inga underarter finns listade i Catalogue of Life.